# Dawlance
Dawlance est une marque pakistanaise d'appareils électroménagers fondée en 1980, filiale de la société turque Arçelik en 2016 et basée à Karachi. 
Dawlance possède trois usines, deux à Karachi et un à Hyderabad, avec un total de 4 000 employés. La société fabrique des machines à laver, des congélateurs, des climatiseurs et des fours à micro-ondes.
En 2015, Dawlance a réalisé un chiffre d'affaires de 220,6 millions de dollars en vendant des produits au Pakistan et au Moyen-Orient. De même, son bénéfice d'EBITDA s'est élevé à 45 millions de dollars. L'entreprise compte 37 filiales en plus de 750 franchises à travers le pays.